# Charlie Carver
Charlie Carver, rodným jménem Charles Carver Martensen (* 31. července 1988 San Francisco, Kalifornie, USA) je americký televizní herec. Znám je díky roli Portera Scava v seriálu Zoufalé manželky a roli Ethana v seriálu stanice MTV Vlčí mládě. V obou seriálech se objevil se svým bratrem, dvojčetem Maxem. V roce 2014 oba účinkovali v seriálu Pozůstalí.

## Životopis
Charlie se narodil v San Francisku lékaři a spisovateli Robertovi a filantropce Anne. Má identické dvojče Maxe, každý však narozeniny slaví jiný den. Charlie se narodil 31. července 1988 a Max o 7 minut později 1. srpna. Navštěvoval střední školu St. Paul's Boarding School ve městě Concord v New Hampshire, ale školu opustil a nastoupil na Interlochen Arts Academy v Michiganu. Také studoval herectví na The American Conservatory Theater v San Francisku.
V lednu 2016 prostřednictvím Instagramu provedl veřejný coming out a přihlásil se ke své homosexuální orientaci.

## Kariéra
Hereckým debutem byla pro něj role jednoho z dvojčat v seriálu stanice ABC Zoufalé manželky. Hrál zde syna Felicity Huffmanové a Dougha Savanta. Oba bratři Carverovi se objevili ve 3. řadě seriálu Vlčí mládě - Charlie hrál Ethana a jeho bratr Aidena. V roce 2014 získali role v seriálu stanice HBO Pozůstalí.

## Filmografie

### Film
| Rok  | Název                     | Role            | Poznámky            |
| ---- | ------------------------- | --------------- | ------------------- |
| 2012 | Camp Fred                 | Hugh Thompson   |                     |
| 2013 | Underdogs                 | John Handon III |                     |
| 2014 | Mstitel bezpráví 2        | Eric            |                     |
| 2015 | I Am Michael              | Tyler           |                     |
| 2017 | Na férovku, pane učiteli  | Nathaniel       |                     |
| 2017 | A Midsummer Night's Dream | Snug            |                     |
| 2018 | In the Cloud              | Jude            |                     |
| 2018 | Mr. Real Estate           | Frank Stanton   | krátkometrážní film |
| 2020 | Kluci z party             | Kovboj          |                     |
| 2021 | The Batman                | bude oznámeno   |                     |

### Televize
| Rok             | Název            | Role           | Poznámky |
| --------------- | ---------------- | -------------- | --- |
| 2008–2012       | Zoufalé manželky | Porter Scavo   | hlavní role (5.–8. řada), 40 dílů nominace – Screen Actors Guild Award v kategorii Nejlepší obsazení v komediálním televizním seriálu |
| 2013            | Restless Virgins | Dylan          | TV film (Lifetime) |
| 2013–2014, 2017 | Vlčí mládě       | Ethan          | vedlejší role (3. a 6. řada), 20 dílů                                                                                                 |
| 2014            | Pozůstalí        | Scott Frost    | hlavní role (1. řada), 5 dílů |
| 2014            | Hawaii 5-0       | Travis Kealoha | díl: „Ka Hana Malu“ |
| 2015            | The League       | Trophy Kevin   | díl: „Trophy Kevin“ |
| 2017            | When We Rise     | Michael        | minisérie |
| 2020            | Ratchedová       | Huck Finnigan  | |
| TBA             | Blooms           | Elliot Bloom   | |

### Divadlo
| Rok  | Název                | Role   | Poznámky |
| ---- | -------------------- | ------ | -------- |
| 2018 | The Boys in The Band | Kovboj | Broadway |

### Hudební video
| Rok  | Název              | Role     | Umělec                              |
| ---- | ------------------ | -------- | ----------------------------------- |
| 2016 | „Where's The Love“ | Sám sebe | The Black Eyed Peas feat. The World |
| 2019 | „Ease My Mind“     | Přítel   | Ben Platt                           |
| 2019 | „Bad Habit“        | Přítel   | Ben Platt                           |